# Soldatenfriedhof Neuburxdorf

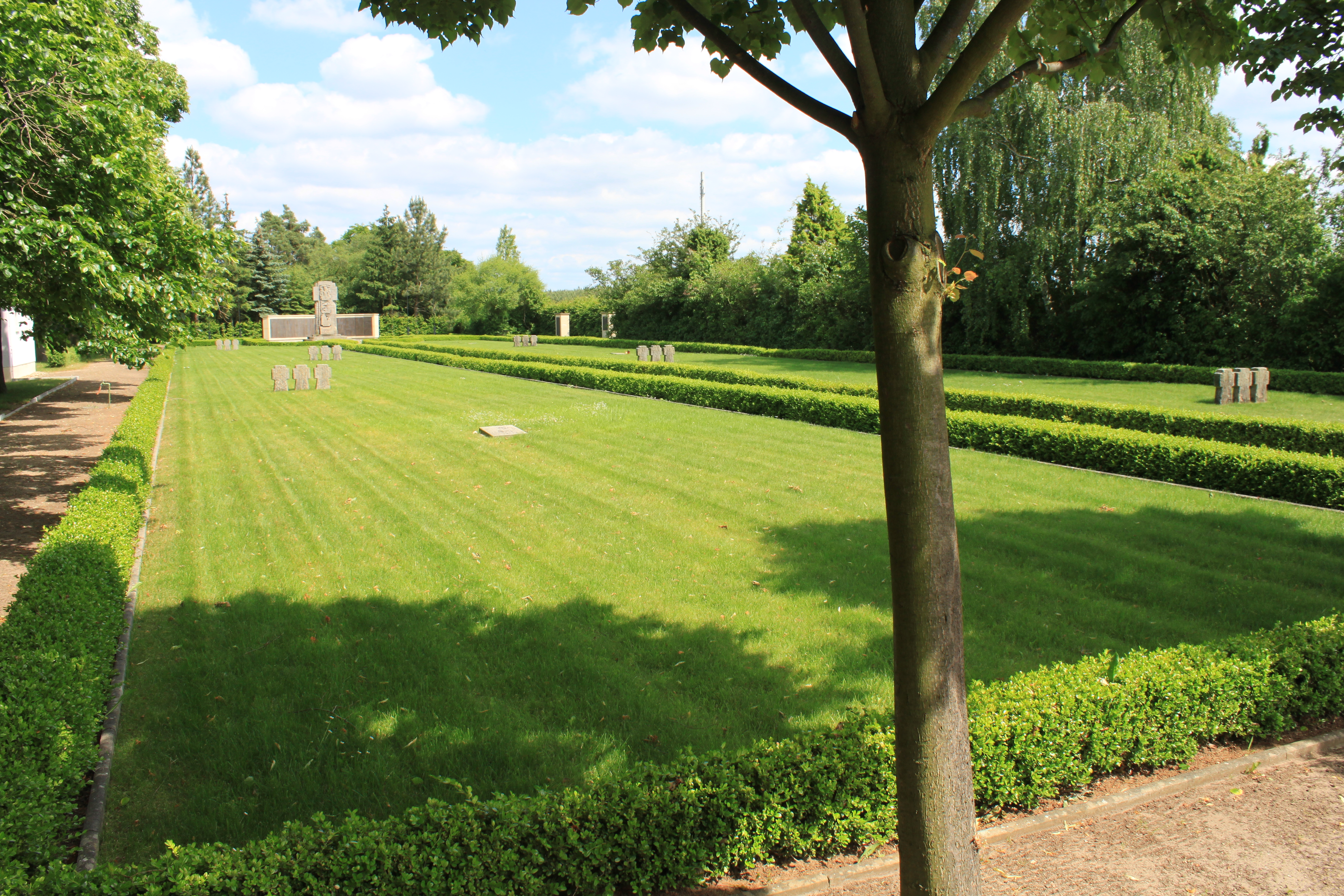
Soldatenfriedhof Neuburxdorf

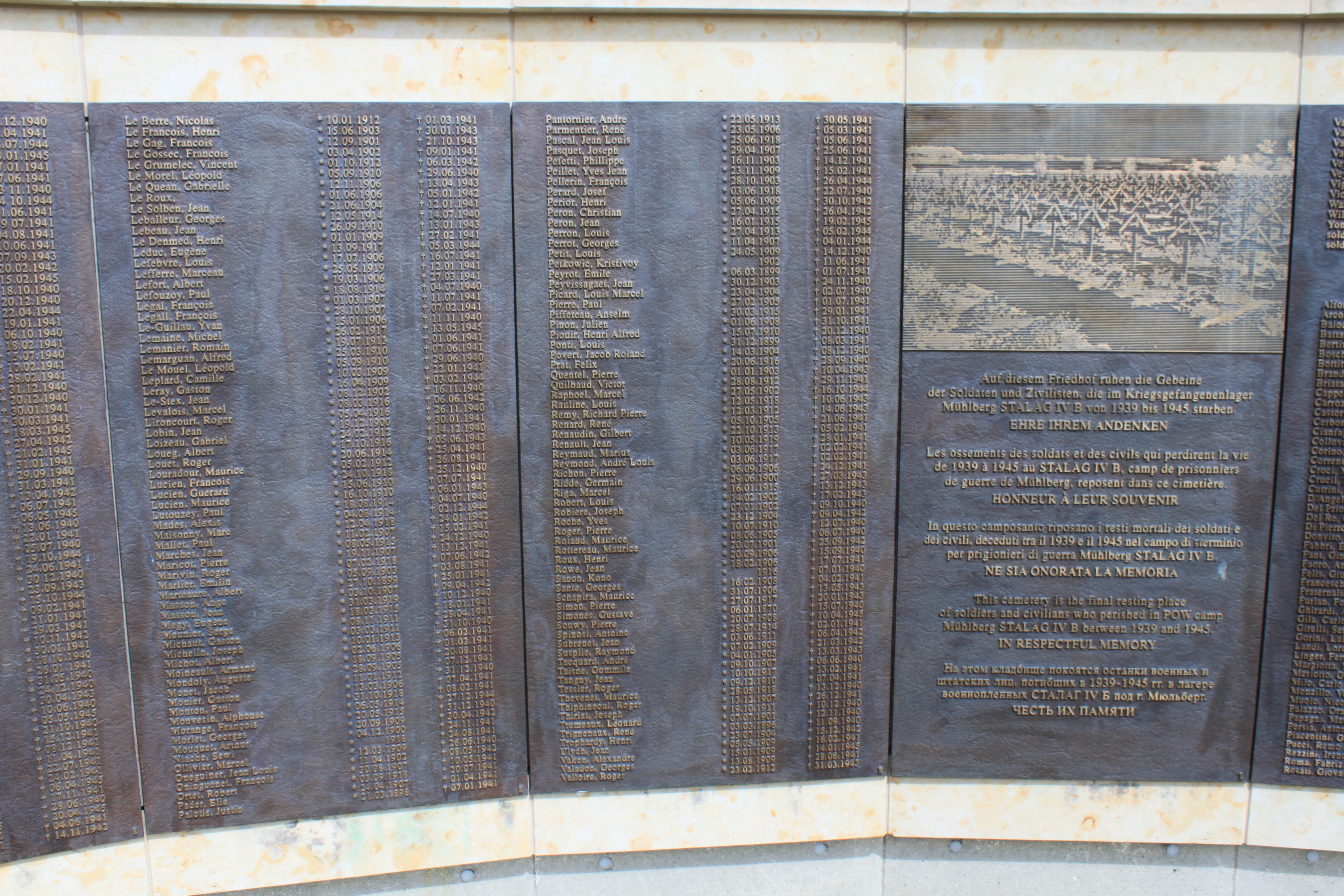
Tafel mit Namen der Toten und Bild des Friedhofs in früheren Zeiten

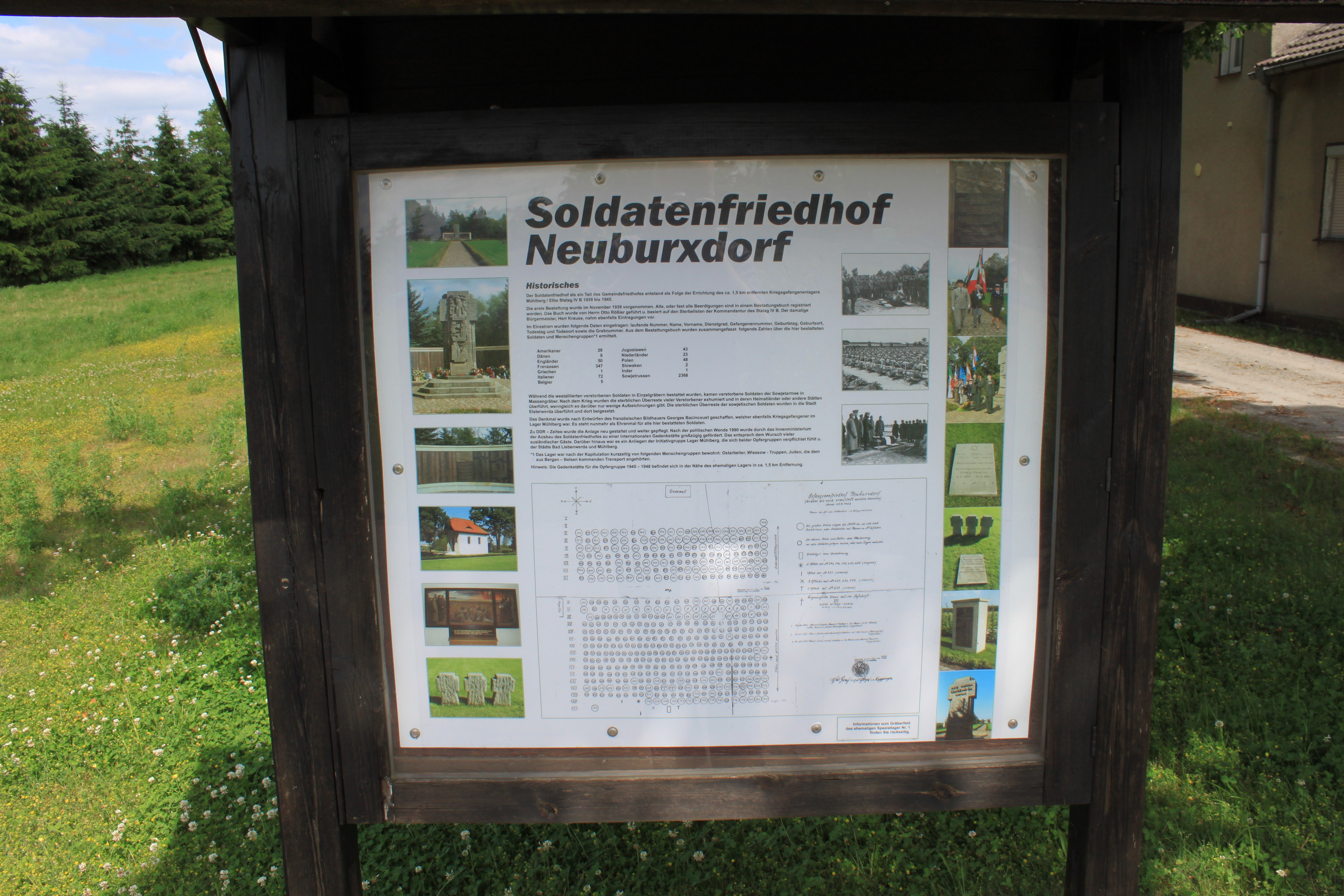
Geschichte des Soldatenfriedhofs Neuburxdorf

Der Soldatenfriedhof Neuburxdorf (auch: Gefangenenfriedhof Neuburxdorf) befindet sich auf dem Gemeindefriedhof im Ortsteil Neuburxdorf von Bad Liebenwerda und bei Mühlberg/Elbe. Hier sind die Toten aus dem 1,5 Kilometer nahe gelegenen Kriegsgefangenenlager der Wehrmacht Stammlager IV B des Zweiten Weltkriegs beigesetzt.

## Die Toten
Ungefähr 3000 Kriegsgefangene starben im Stammlager IV B im Zweiten Weltkrieg.
Auf dem Friedhof ruhen 600 Tote, die auf Namenstafeln aus Bronze nach Ländern und alphabetisch verzeichnet sind. Die erste Beisetzung war im November 1939. Die Beisetzungen wurden in einem Bestattungsbuch dokumentiert. Die westalliierten toten Kriegsgefangenen wurden in Einzelgräbern beigesetzt, die toten Kriegsgefangenen der Sowjetunion wurden in Massengräbern beigesetzt. Die Toten stammten aus den Ländern Amerika, Dänemark, England, Frankreich, Griechenland, Italien, Belgien, Jugoslawien, Niederlande, Polen, Slowakei, Indien und Sowjetunion.

## Friedhofsgestaltung
Das zentrale Denkmal wurde während des Krieges nach Entwürfen des französischen kriegsgefangenen Bildhauers Georges Bacincoust errichtet.
Von der Stadt Liebenwerda wurde in einem Halbkreis darum herum eine Mauer erstellt. Auf Bronzetafeln sind an dieser Mauer seit dem Jahr 2007 die Namen der Verstorbenen dokumentiert. Eine der Tafeln zeigt ein Bild des Friedhofs zu früheren Zeiten. Auf einer Tafel sind die Opfer verzeichnet, die in ihre Heimatländer überführt wurden. In der Friedhofskapelle befindet sich ein Triptychon von Volker Pohlenz (1995), das die Beerdigung der Gefangenen auf dem Soldatenfriedhof Neuburxdorf beeindruckend thematisiert.

## Gedenken
Jährlich gedenken die Mitglieder der Initiativgruppe Lager Mühlberg sowie die ehemaligen Insassen/Angehörigen des Kriegsgefangenenlagers und des späteren sowjetischen Speziallagers Mühlberg der Toten.

## Zubettungen und Umbettungen
Die Toten aus dem Massengrab für sowjetische Gefangene in Neuburxdorf wurden umgebettet auf den Sowjetischen Ehrenfriedhof Elsterwerda auf dem Stadtfriedhof von Elsterwerda. Die toten Polen und Serben aus dem Lager Zeithain wurden 2004 auf den Soldatenfriedhof Neuburxdorf umgebettet.

## Weitere Friedhöfe
- Stalag IV H, ein Zweiglager des Stammlagers IV B. In Zeithain bei Riesa Gedenkstätte Ehrenhain Zeithain.
- Speziallager Nr. 1 Mühlberg#Opfer. Gedenkstätte für die Opfer des Speziallager Nr. 1 des NKWD/MWD, Mühlberg/Elbe.